# Kaliště (Pelhřimovi járás)
Kaliště település Csehországban, a Pelhřimovi járásban. Kaliště Horní Paseka, Dolní Město, Koberovice, Hojanovice, Horní Rápotice és Jiřice településekkel határos. Lakosainak száma 381 fő (2024. január 1.).

## Népesség
A település lakosságának változását az alábbi diagram mutatja:
| Lakosok száma | 990  | 1046 | 906  | 638  | 417  | 333  | 352  | 346  | 358  | 381  |
|               | 1869 | 1890 | 1921 | 1950 | 1980 | 2001 | 2017 | 2019 | 2022 | 2024 |

## Nevezetes lakosai
Itt született Gustav Mahler karmester és zeneszerző.